# Evángelosz Damászkosz
Evángelosz Damászkosz (görög nyelv: Ευάγγελος Δαμάσκος) (Görögország, Aharnész ? – ?) olimpiai bronzérmes görög rúdugró atléta.
A legelső újkori nyári olimpián, az 1896. évi nyári olimpiai játékokon, Athénban indult atlétikában, egy versenyszámban: rúdugrásban bronzérmes lett.
Klubcsapata az Ethnikos GS volt.